# قناة سيس

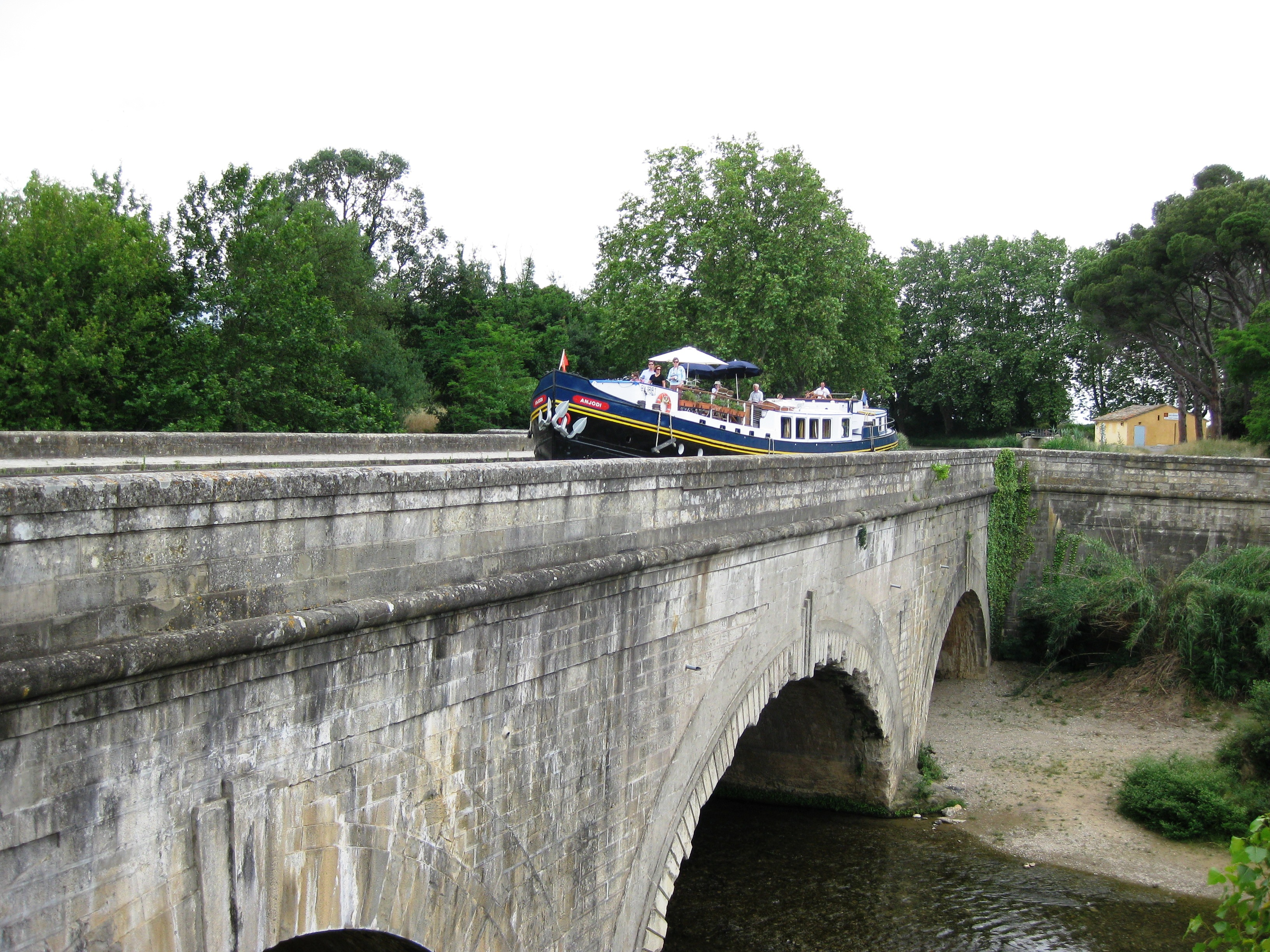
قناة سيس في فرنسا.

قناة سيس أو قناطر سيس (بالفرنسية: Pont-Canal de la Cesse) هي واحدة من العديد من القنوات المائية أو الجسور المائية، التي أنشئت من أجل قناة دو ميدي في جنوب فرنسا. تم البدء بتصميمها في عام 1686 من قبل المارشال المهندس سيباستيان فوبان، وتم الانتهاء منه في عام 1690. احتوى التصميم على ثلاث بحرات، مسافة الأوسط منها 18.3 متر، أما الجانبيان فمسافتهما 14.6 متر لكل منهما، حيث كانت أطول مسافة ممكن تنفيذها في ذلك الوقت لقناطر القنوات الملاحية المعلقة.